# Kalvarija (Zemun)
Pour les articles homonymes, voir Kalvarija.
Kalvarija (en serbe cyrillique : Калварија), également connu sous le nom de Marija Bursać (Марија Бурсаћ), est un quartier de Belgrade, la capitale de la Serbie. Il est situé dans la municipalité urbaine de Zemun. Au recensement de 2002, il comptait 11 002 habitants.

## Localisation
Kalvarija est situé au sud-ouest du centre ancien de Zemun. Le quartier est entouré par ceux de Sava Kovačević au nord, Železnička kolonija à l'ouest, par Bežanijska kosa au sud et Tošin Bunar à l'est et au sud-est.

## Caractéristiques
Avec Ćukovac et Gardoš, Kalvarija est l'une des trois collines sur lesquelles s'est développée l'ancienne ville de Zemun.
Après la Seconde Guerre mondiale, le quartier s'est officiellement appelé Marija Bursać, en l'honneur de cette combattante qui fit partie des Partisans communistes et fut décorée de l'Ordre du Héros national. D'autres Partisans ont donné leur nom à un quartier, comme le commandant Sava Kovačević (en), ou des batailles célèbres comme la bataille de la Sutjeska qui a donné son nom au quartier de Sutjeska.
La partie occidentale du quartier est principalement résidentielle, tandis que l'est est principalement industriel (usines et entrepôts de Navip, Inos Metal etc.).

## Jelovac

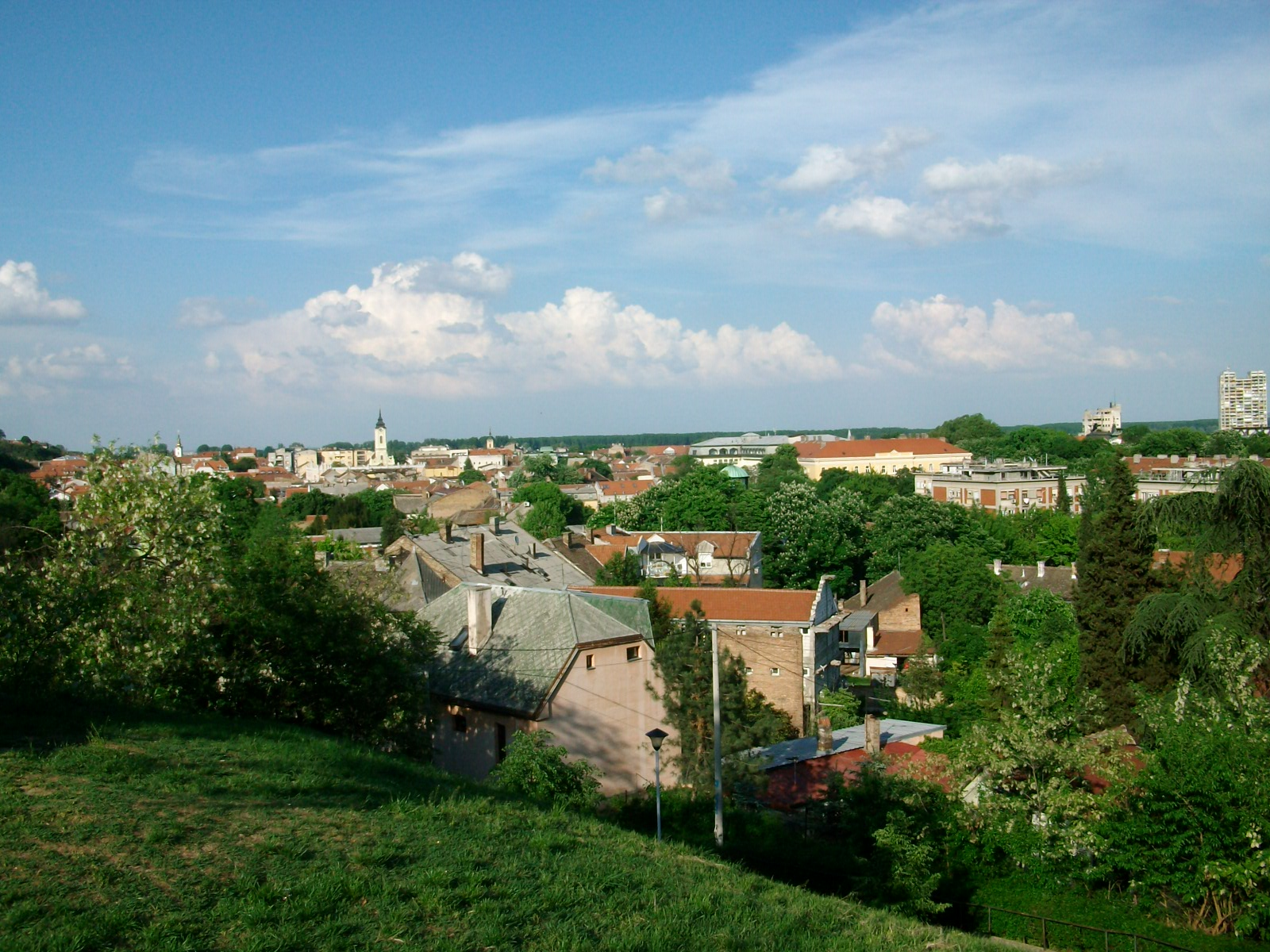
Zemun vue depuis le parc de Jelovac

Jelovac est un parc de 5 ha de forme trapézoïdale et un sous-quartier du centre de Kalvarija. Au milieu des années 1980, le gouvernement décida que le secteur ne serait pas urbanisé mais, en 2007, des tentatives eurent lieu pour y construire des immeubles ; la population fit échouer ces tentatives et le parc fut restructuré entre septembre 2007 et avril 2008. Des terrains de jeu pour les enfants, des terrains de volley-ball, de football et de basket-ball y furent installés, reliés entre eux par des allées piétonnes ; de l'herbe et des arbres y furent également plantés.
Le nom du parc et du quartier vient de la famille Jelovac, originaire de Zemun, qui possédait une briqueterie confisquée par le gouvernement communiste après la Seconde Guerre mondiale. En plus de ces installations industrielles, la famille possédait le vaste domaine alentour qui fut par la suite transformé en parc.